# أرنو بريكر
أرنو بريكر (19 يوليو 1900 - 13 فبراير 1991)، هو مهندس معماري ونحات ألماني اشتهر بأعماله العامة في ألمانيا النازية، حيث أقرتها السلطات على أنها نقيض للفن المنحط. أحد تماثيله الأكثر شهرة هو «Die Partei»، الذي يمثل روح الحزب النازي الذي أحاط بجانب واحد من مدخل العربة لمستشارية الرايخ الجديدة لألبرت سبير.

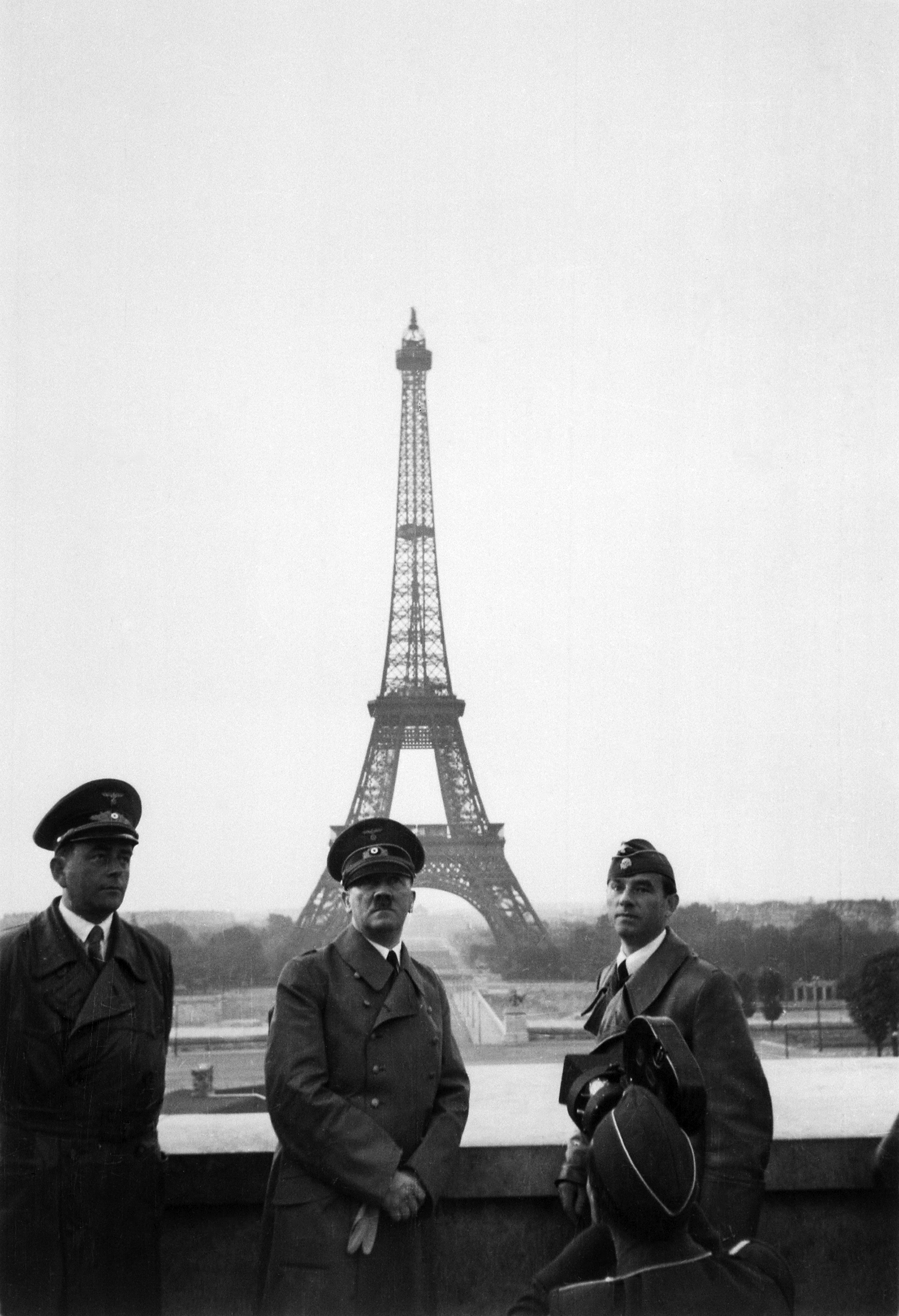
أدولف هتلر في باريس عام 1940 مع ألبرت سبير (يسار) وأرنو بريكر (يمين)1

## معرض الصور

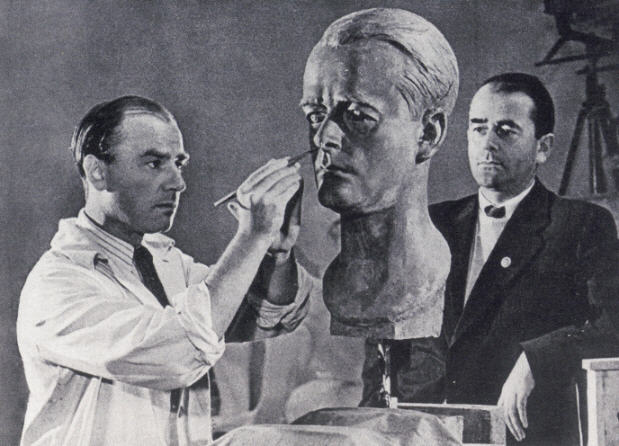
أرنو بريكر ينقش صورة ألبرت شبير في عام 1940
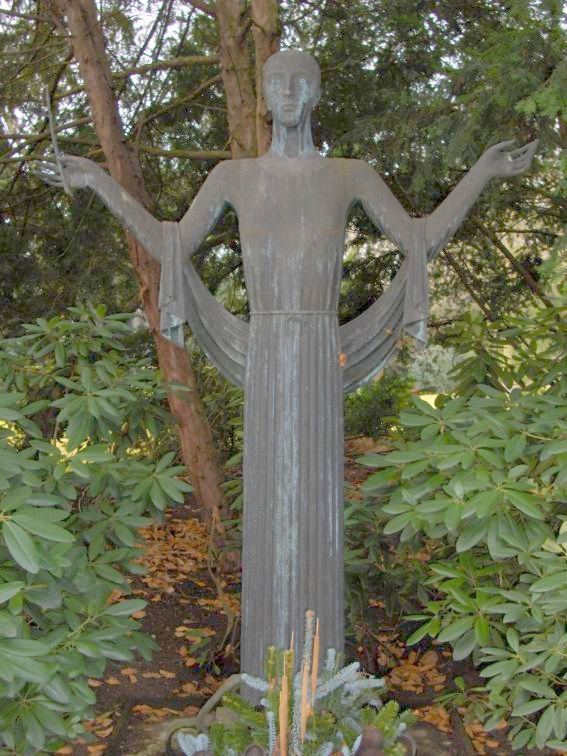
قبر أرنو بريكر في دوسلدورف
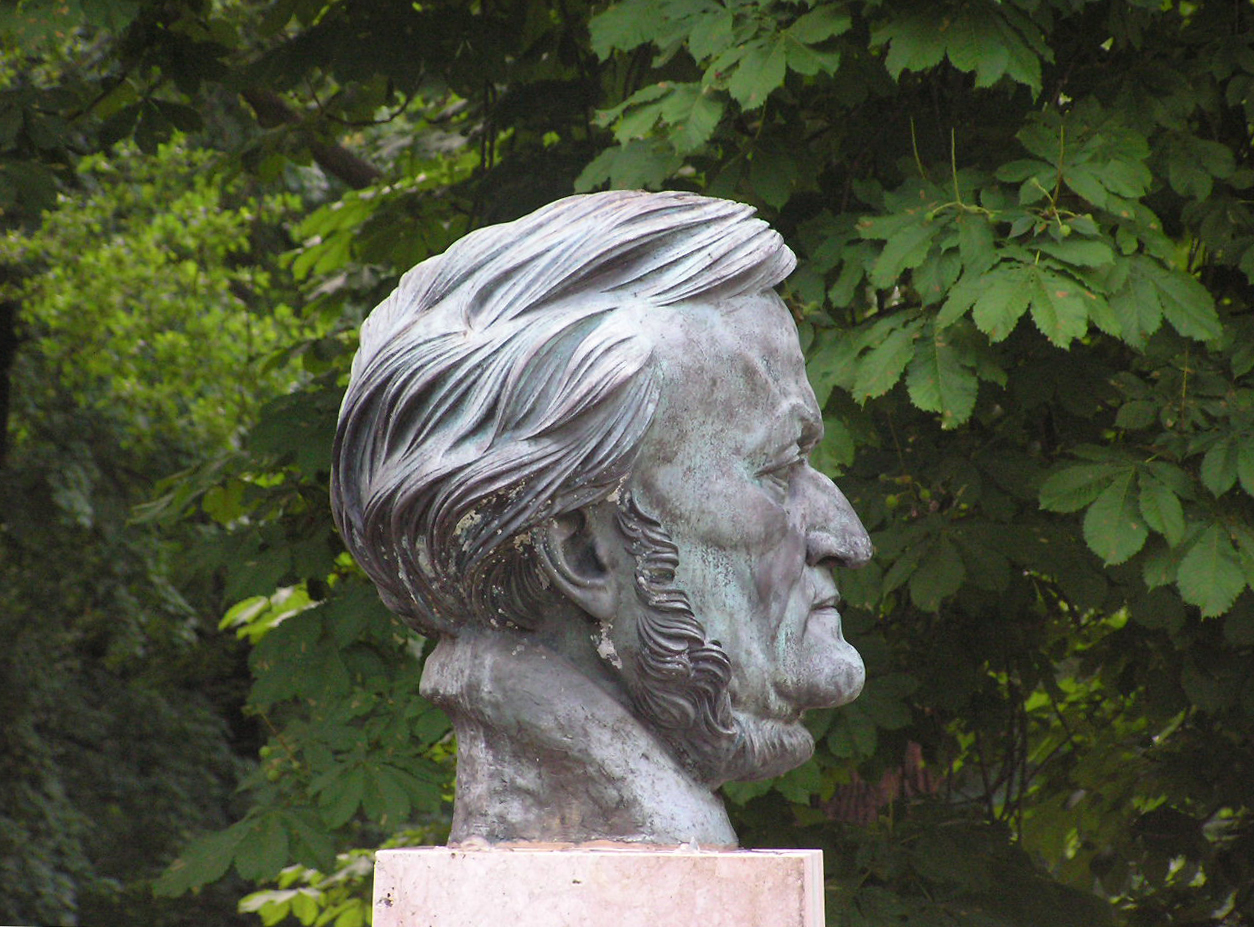
تمثال نصفي لريتشارد فاجنر في بايرويت.
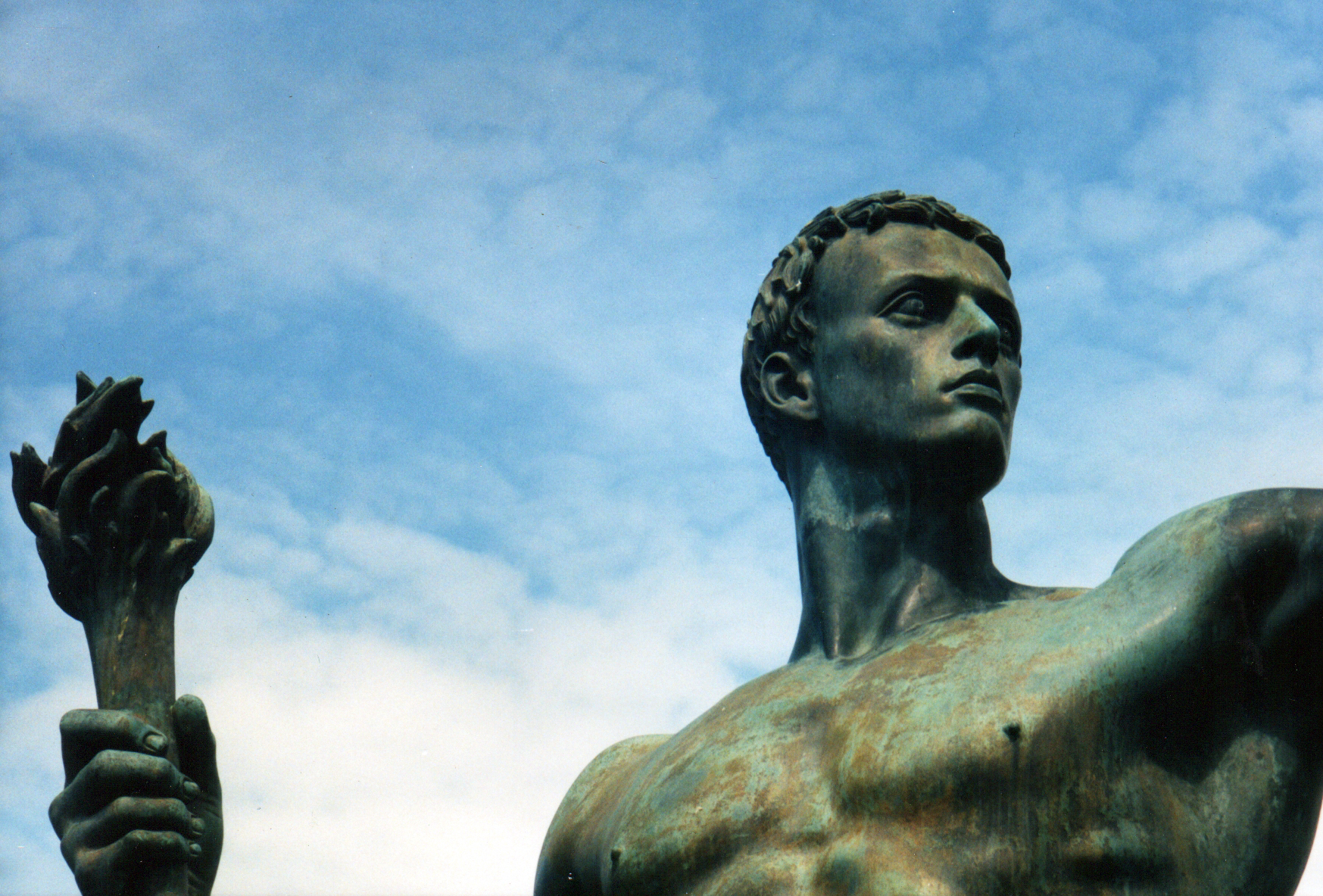
تمثال Die Partei، يمثل روح الحزب النازي الذي أحاط جانب واحد من مدخل لمستشارية الرايخ الجديدة لألبرت سبير.

## روابط خارجية
أرنو بريكر على موقع IMDb (الإنجليزية)
- أرنو بريكر على موقع الموسوعة البريطانية (الإنجليزية)
- أرنو بريكر على موقع مونزينجر (الألمانية)
- أرنو بريكر على موقع ديسكوغز (الإنجليزية)